# LETMD1
LETMD1 (англ. LETM1 domain containing 1) – білок, який кодується однойменним геном, розташованим у людей на короткому плечі 12-ї хромосоми. Довжина поліпептидного ланцюга білка становить 360 амінокислот, а молекулярна маса — 41 790.
| 10         |  | 20         |  | 30         |  | 40         |  | 50         |
| ---------- |  | ---------- |  | ---------- |  | ---------- |  | ---------- |
| MALSRVCWAR |  | SAVWGSAVTP |  | GHFVTRRLQL |  | GRSGLAWGAP |  | RSSKLHLSPK |
| ADVKNLMSYV |  | VTKTKAINGK |  | YHRFLGRHFP |  | RFYVLYTIFM |  | KGLQMLWADA |
| KKARRIKTNM |  | WKHNIKFHQL |  | PYREMEHLRQ |  | FRQDVTKCLF |  | LGIISIPPFA |
| NYLVFLLMYL |  | FPRQLLIRHF |  | WTPKQQTDFL |  | DIYHAFRKQS |  | HPEIISYLEK |
| VIPLISDAGL |  | RWRLTDLCTK |  | IQRGTHPAIH |  | DILALRECFS |  | NHPLGMNQLQ |
| ALHVKALSRA |  | MLLTSYLPPP |  | LLRHRLKTHT |  | TVIHQLDKAL |  | AKLGIGQLTA |
| QEVKSACYLR |  | GLNSTHIGED |  | RCRTWLGEWL |  | QISCSLKEAE |  | LSLLLHNVVL |
| LSTNYLGTRR |  |            |  |            |  |            |  |            |

A: Аланін

C: Цистеїн

D: Аспарагінова кислота

E: Глутамінова кислота

F: Фенілаланін

G: Гліцин

H: Гістидин

I: Ізолейцин

K: Лізин

L: Лейцин

M: Метіонін

N: Аспарагін

P: Пролін

Q: Глутамін

R: Аргінін

S: Серин

T: Треонін

V: Валін

W: Триптофан

Задіяний у такому біологічному процесі, як альтернативний сплайсинг. 
Локалізований у мембрані, мітохондрії, зовнішній мембрані мітохондрій.